# 13303 Асмітакумар
13303 Асмітакумар (13303 Asmitakumar) — астероїд головного поясу, відкритий 14 вересня 1998 року.
Тіссеранів параметр щодо Юпітера — 3,400.